# Parafia św. Jadwigi w Floral Park
Parafia św. Jadwigi w Floral Park (ang. St. Hedwig's Parish) – parafia rzymskokatolicka położona w Floral Park na Long Island, w stanie Nowy Jork, Stany Zjednoczone.
Jest ona wieloetniczną parafią w diecezji Rockville Centre, z mszą św. w j. polskim dla polskich imigrantów.
Ustanowiona w 1902 roku i dedykowana św. Jadwidze Śląskiej.
Od 1946 do 1951 proboszczem parafii był ks. Franciszek Tyczkowski.

## Nabożeństwa w j.polskim
- W tygodniu – 8:00
- Niedziela – 8:00; 11:00